# Phareodus
Phareodus (Syn.: Dapedoglossus COPE, 1877) ist eine ausgestorbene,  Fischgattung aus der Familie der Knochenzüngler (Osteoglossidae). Fossilien, die der Gattung zugeordnet werden, wurden in Nordamerika, in Ostaustralien und China gefunden. Wie die rezenten Knochenzüngler war Phareodus ein räuberisch lebender Süßwasserfisch.

## Merkmale
Phareodus war relativ groß und konnte eine Länge von 30 bis 50 cm erreichen. Verglichen mit rezenten Knochenzünglern war die Art viel hochrückiger und ihre Schwanzflosse war nicht abgerundet, sondern gegabelt. Diese wurde von 17 Hauptflossenstrahlen gestützt, von denen 15 verzweigt waren. Wie bei anderen ausgestorbenen Knochenzünglern war die Frontale relativ breit und hatte einen oberhalb der Augenhöhlen besonders stark ausgeprägten Rand. Die Kiefer waren mit langen, kräftigen und spitzen Zähne besetzt.

## Systematik
Die Typusart der Gattung wurde 1871 durch den amerikanischen Paläontologen Edward Drinker Cope als Osteoglossum encaustum beschrieben. 1873 ordnete sein Kollege Joseph Leidy fünf Unterkieferfragmente eines ähnlichen Fisches unter dem Namen Phareodus acutus ein. Kurze Zeit später beschrieb Cope eine weitere fossile Knochenzünglerart unter einem neuen Gattungsnamen (Dapedoglossus testis Cope, 1877) und ordnete auch O. encaustum in die neue Gattung ein. Auf Grund der Prioritätsregel in der biologischen Nomenklatur hat sich der name Phareodus durchgesetzt.
Gültige Arten der Gattung sind:
- Phareodus encaustus Cope, 1871, aus der nordamerikanischen Green-River-Formation.
- Phareodus testis Cope, 1877, aus der nordamerikanischen Green-River-Formation. Typusart der Gattung.
- Phareodus queenslandicus Hills, 1934, aus dem Eozän von Queensland, Australien.
- Phareodus songziensis Zhang, 2003, aus dem Eozän von Hubei (China) (da der Kopf nicht erhalten ist, ist es unsicher ob die Art wirklich Phareodus zugeordnet werden kann. Sie könnte auch zu einer anderen hochrückigen Knochenzünglergattung gehören z. B. der indonesischen Gattung Musperia oder Taverneichthys aus Indien.)